# الأورجانون الأخير (كتاب)
الأورغانون الأخير أو الأورجانون الاخير هو مجموعة نصوص (فلسفية/سياسية) تدمج  بين رواية لأحداث واقعية وبين مقالات في أنساق الفلسفة، فيما يخص الرواية فلم يأتي سرد أحداثها مماثلاً لطرائق أو قوالب السرد الروائي المتعارف عليها منذ القرن التاسع عشر كأعمال تشارلز ديكنز، بل كانت عبارة عن «تبييض» لتسجيلات صوتية، تسجيلات لأحداث واقعية عايشها بطل القصة مع رجل خمسيني منعزل وغامض، وقد سجلتها له أمه (والدة بطل الأحداث) فيما مضى بسبب قلقها عليه أثناء مراهقته وتم ذلك بواسطة تطبيق تجسس (مراقبة أبوية)  قد ثبتته وأخفته في هاتف ولدها.
ويتخلل تلك التسجيلات مقالات وتحليلات في أنساق الفلسفة وغيرها (الحب، الله، الجمال، الخير، السياسة، الاقتصاد، الملكية الفكرية، وغيره) كتبها البطل بعدما نضج متأثراً بأفكار الرجل الغريب الثورية المتمردة والجامحة  بشدة والتي كانا يؤمنان بقوة أنها ستغير وجة ووجهة العالم بالأخص الفصول الحمراء من النص الأورجانوني.

## سر التسمية
لقد كتب أرسطو 300 قبل الميلاد تقريبا  كتاباً فلسفيا بعنوان «الأورجانون»، ثم أتبعه فرانسيس بيكون 1620 ميلادي  بكتاب آخر بعنوان «الأورجانون الجديد»، وأخيراً جاء المؤلف بهذا العنوان لكتابه «الأورغانون الاخير» في إشارة أن كتابه هو تتمة أو القول الفصل والأخير فيما يخص الفلسفة  (كما يعتقد بطل الأحداث).

## شخصيات الأحداث
البطل (مجهول) -  الأستاذ  محجوب – الشيخ مصدق – حنان – الطبيبة أمال (الأم) – زلوح – مروة الجبري  وآخرون.

## حول المؤلف
ومؤلف هذا العمل مجهول الهوية نشر عمله مشاعا متنازلا عن آيه حقوق، لكنه مع ذلك نشر مع العمل شفرة صوتية مدعياً بأنها تحمي العمل من المنتحلين أو المحرفين، وسينشر حل الشفرة إذا ما ظهر منتحل ما يدعى أي صلة له بالعمل الأصلي، كما ستكون ضرورية لإثبات هوية المؤلف الأصلى في حالة نشره لأجزاء تالية من الكتاب.  
ويعتقد البعض أنه قد يكون الهدف وراء إخفاء المؤلف هويته هو  الدواعي الأمنية لأنه كان صريحا بل ووقحاً بشدة أحيانا مع من أسماهم في مقالاته «الأشرار أولاد الكراهية» وهم الرأسماليون والسياسيون الكبار ورجالات المعتقدات الدوجمائية والحكومات البوليسية زوي الأيادي الطائلة واللوائي لهن تاريخ حافل بتصفية المعارضين جسديا.

## بعض أفكار فلسفة الأورغانون الأخير
ناقش النص الأورجانوني قضايا عديدة ووضع أفكار ثورية لا يتسع المقام لذكرها لكن فيما يلى طرفاً منها:
- الديموقراطية باتت قديمة ومليئة بالثغرات التي يستغلها السياسيون والرأسماليون مثل ثغرة تزييف رأي عام وفرض فكرة مفتعلة تم تصنيعها داخل أروقة ومكاتب الحكومات والرأسماليين ومن ثم فرضها على الجماهير وكأنها خيارهم الشخصي أصلاً وأصالة، وقد وضع نظاماً بديلاً  يطلق عليه «دول الأورجانون» أو «صعود الصعاليك» وقد فصل أمره في الكتاب.
- يعتقد المؤلف فيما يخص الدين ان الإله لن يعذب ملحد أو لاديني إرتئى بعد بحث صادق ومضن أن الأديان خرافة !، في حين أنه ربما سيعذب مؤمن به إرتئى بعد بحث صادق ومضن أن الأديان خرافة. يعني بذلك أن المناطق كلها وإن اختلفت إن كان مبعثها صادق ومنصف فلن يعذب الإله أهلها مهما وصلت حدة اختلافات مناطقهم وتصوراتهم بالتبعية حول الإله. فلا يهم كونك مسلما أو مسيحيا أو بوذيا أو كونفوشيا أو عدمياً حتى، طلما بنيت إعتقادك على عمليات عقلية فاحصة ومتثبتة ومشككة على الدوام ومستعد لترك إعتقادك والإيمان بإعتقاد مغايير تماما إذا تبين له حجيته على ما سواه «قل فأتوا بكتاب من عند اللّه هو أهدى منهما أتبعه إن كنتم صادقين»[1]

- تحرير الحيوان
- تأثير المعايير متناهية الصغر المفهوم الأورجانوني لأثر الفراشة [2] وكيف سيؤدي مثلاً تأطير الجنس الفموى بواسطة الأعضاء الذكرية وفرضه على ذوق الجماهير بواسطة البورنجرافي في النهاية إلى حرب عالمية شعواء.

- منع تكدس الثروة عند فاحشي الثراء ووضع حد أقصى للملكية المادية، وتدخل دولة الإرجانون  لإفناء الفقر المدقع.[3]

- الأشرار والمغفلين مهمين لأي مجتمع ولن يتطور مجتمع إلا بوجود نسبة محددة منهم فالمدينة الفاضلة خاصة  صاحب الأورجانون الأخير  سيدعوا إليها النخب من كل مجال كما سيدعوا إليها اللص والمرتش والعنيف والمراهق الأحمق وتفاصيل هذا في باب «تأثير جزيئات السكر» من كتاب الأورجانون الاخير.
- إلغاء إحتكارات الملكية الفكرية وآليات جديدة لمكافأة المبدع  وإعاشته مادياً دونما إحتكاره لحقوق أعماله.[4]

- المنطق الشخصي قد يضلل الحكيم أحيانا وينبغي التعامل مع المنطاق بتنوعها بتشكك وتفحص وتعديل دائم، وعدم التيقن والإطمئنان التام من صحة أي شئ ما لم يعد بديهياً.
- جاءات فلسفة الأورجانون الأخير فيما يخص مسألة «الخير والشر» والأحداث القدرية في العالم متشابهه إلى حد ما مع فلسفة التاو الشرق أقصوية بأنه لا خير ولا شر مطلق في الأحداث[5]، وزاد أن تصرف المرء حيال نوازل قدره هو ما يحيلها إلي حدث جيد أو حدث سيئ طبقا لفكره وسلوكه.

- عقوبات جنائية من نوع جديد مثل الحبس في أقفاص زجاجية في ميادين عامة أو على بث مباشر لساعات محددة من النهار خلال محكومية المدانين في جرائم «رأسمالية» مثل كارثة  انهيار مبنى سافار 2013، أو جرائم عرقلة نظام أورجانون صاعد «صعود الفلاسفة»، وعقوبة القذف المصور من الشواهق للمدانين بجرائم احتلال أو فصل عنصري من الدرجة الأولى.

وهناك الكثير من القضايا الأخرى نوقشت جاء بيانها في النصوص.

## وصلات خارجية
مكتبة نور